# Russula sardonia
Russula sardonia é um fungo que pertence ao gênero de cogumelos Russula na ordem Russulales. A espécie foi descrita cientificamente pelo micologista sueco Elias Magnus Fries em 1838.